# Vlag van de Abruzzen

Vlag van de Abruzzen

Vlag de facto in gebruik tot december 2023

De vlag van de Abruzzen werd aangenomen op 21 mei 1999. De vlag heeft een roodroze veld met daarop een goud omrand wapen dat bestaat uit drie schuine banden in de kleuren wit, groen en blauw. Wit staat voor de besneeuwde bergen, groen voor de heuvels van de regio en blauw voor de Adriatische Zee.
In december 2023 werd het wapenschild verder aangepast: de Capestrano Warrior werd op een essentiële manier herontworpen door de kunstenaar Mimmo Paladino en goud gekleurd, terwijl het motto onder het wapenschild werd geplaatst (dat ook werd aangepast, waarbij sommige grafische delen van het lint werden verwijderd en de kleur van het lint werd veranderd van blauw naar wit, terwijl de tekst ongewijzigd bleef).